# Фокин, Александр Порфирьевич
Александр Порфирьевич Фокин (23 апреля 1923 — 13 июля 1989) — советский художник, член Союза художников СССР (1968), участник Великой Отечественной войны.

## Биография
Родился 23 апреля 1923 года.
С 1940 по 1941 год учился в Московском государственном художественном институте.
Участвовал в Великой Отечественной войне. В 1941—1942 годах обучался в Ленинградском танковом училище. Был командиром танка Т-34 в составе 121-й танковой бригады Воронежского фронта (апрель—август 1942 года), 27-й отдельной гвардейской танковой бригады Сталинградского фронта (с августа 1942 по апрель 1943 года), затем — танкового взвода 27-й отдельной гвардейской танковой бригады 2-го Украинского фронта (с апреля 1943 по август 1944 года).
Принимал участие в освобождении Венгрии.
В августе 1944 — мае 1945 года был курсантом училища ГУКР НКО «Смерш». Оперуполномоченный ГУКР НКО «Смерш» в Прокопьевске Кемеровской области (с мая по июль 1945 года), Новосибирске (с июля по август 1945 года), городах Мукден и Чань-Чунь (август 1945 — август 1946).
В 1946 году переехал в Новосибирск. С 1946 по 1953 год — председатель кооперативного товарищества «Художник», с 1953 по 1966 — директор новосибирского отделения Художественного фонда РСФСР. Был членом правления НОСХ, председателем Художественного совета ХПМ, состоял в Центральном райкоме КПСС, избирался депутатом Областного Совета народных депутатов XVI, XVII и XVIII созывов.
Совершил творческие поездки в Новокузнецк — Абакан (1957), Среднюю Азию (1970), Армению (1981).
Умер в Новосибирске 13 июля 1989 года. Похоронен на Заельцовском кладбище (квартал 52н).

## Выставки
Участник зональных художественных выставок «Сибирь социалистическая» (1964, 1967, 1969, 1974), Республиканской выставки «Советская Россия» (1957), Республиканской выставки в Улан-Удэ (1979). С 1948 участвовал в областных художественных выставках.

## Работы
Произведения художника хранятся в Новосибирском государственном художественном музее.

## Награды
Ордена Красной звезды и Отечественной войны I степени, медали «За отвагу», «За доблестный труд в годы Великой Отечественной войны», «За оборону Сталинграда», «За победу над Германией», «За победу над Японией», «Ветеран труда», «За доблестный труд» (1976).